# Lydia Ko
Lydia Ko (en coreà: 고보경, hangul: 高寶璟) (24 d'abril de 1997, Seül) és una golfista professional neozelandesa d'origen sud-coreà. Aconseguí el primer lloc en el rànquing mundial femení de golfistes professionals el 2 de febrer de 2015, a l'edat de 17 anys, 9 mesos i 8 dies, cosa que la convertí en el golfista més jove de qualsevol dels dos sexes en assolir aquesta fita. Ko aparegué el 2014 a la revista Time formant part de les 100 personalitats més influents del món.